# Terméskén
A kén a természetben előfordul elemi állapotában is, nem csak vegyületként. A természetben többféle módosulata ismert, de földfelszíni körülmények között a rombos szerkezetű vagy α-kén a stabil. A rombos kén elemi cellájában szám szerint 128 kénatom található. A légköri nyomáson 95,6 °C felett képződő monoklin módosulat lehűlve azonnal rombossá alakul. A szerkezetben nyolc kénatomból kovalens kötéssel összekapcsolódó, gyűrű alakú molekulák sorakoznak csigavonalban (16 S8 molekula egy elemi cellában). A gyűrű alakú molekulák között gyenge van der Waals kötés található, ami miatt kis keménységű és alacsony olvadáspontú az anyag. A rombos kénnek pompás lapgazdag fenn-nőtt kristályai ismertek. Esetenként zárvány formájában bitumen és olaj is megfigyelhető benne. Nagyon rossz hővezető, akár a kéz melegének hatására is megrepedezhet.

## Keletkezése
Leggyakrabban vulkanikus úton H2S tartalmú gőzök hőbomlása révén keletkezik. Aktív (Etna, Vezúv) és kialudt vulkánok környékén is megtalálható. Üledékes úton is képződhet szulfátok anaerob baktériumok általi redukciójával, gipsszel és cölesztinnel együtt. Továbbá képződhet még szulfidok mállásával illetve kis mennyiségben szénbányák meddőhányóinak égésekor.

## Előfordulása
A legnagyobb lelőhelyei USA, Szicília (Olaszország), Peru, Chile, Japán, Mexikó.

## Felhasználása
Az egyik legfontosabb ipari nyersanyag a kőolaj, a szén, a mészkő és a só mellett. A kitermelt kén 85%-át kénsavgyártásra használják, amit műtrágyagyártásra, mosószergyártásra, festékgyártásra, gyógyszergyártásra, robbanószerek gyártására, és az akkumulátorok töltőfolyadékaként hasznosítanak. A ként hasznosítja elemi állapotában a textil- és papíripar, a gumigyártás, a kozmetikai ipar, a balneológia, a borászat. Az élelmiszeripar is használja tartósítószerként kén-dioxid formájában E220 jelű kóddal.

## Környezeti hatásai

### A légszennyezés hatása az emberre
Az elemi kén a felhasználása során kén-dioxiddá alakul, ebből kifolyólag a magas kén-dioxid koncentráció következtében a következő hatások állhatnak fent: szem- és nyálkahártya irritáció, élettani folyamatok elváltozásai, krónikus- vagy akut megbetegedések és halál.

### A természetre gyakorolt hatása
A levegőbe kerülő kén-dioxid a környezetre veszélyes kénessavvá, – bizonyos körülmények között, – kénsavvá alakul. Ezek a csapadékok visszajutnak a felszínre, ez a savas eső. A savas ülepedés hatásainak súlyosságát több tényező befolyásolja: az ülepedő anyag mennyisége, a fogadó felület fajtája (talaj, víz, beépített terület) és savközömbösítő képessége, valamint az adott terület élőlényeinek tűrő- és alkalmazkodóképessége. A haszonnövények igényelnek egy minimális (70 kg/ha) kénkoncentrációt a növekedéshez, azonban ha ezt meghaladja a kén mennyisége annak hatására terméscsökkenés, nagyobb dózisban, pedig akár teljes pusztulás várható.  A teljes növényvilágra nézve a savas esők okozta pH változás kioldja a talajból a toxikus fémeket és ez által felvehetőségük megnő, másrészt a talaj mikroorganizmusainak pusztulása egyes fafajok pusztulását eredményezheti.

### A épített környezetben tett következményei
Az épített környezetben a savas esőktől leginkább az építőanyagok és a fémek szenvednek el káros hatásokat. A savas eső a kalcium-karbonáttal reakcióba lép és oldja azt. Napjainkra a sok évszázadot jól átvészelt műemlékek a felismerhetetlenségig tönkremennek. A fémeknél felgyorsulhat a korrózió, míg az acél esetében ötször, a vasnál akár negyvenszer gyorsabban végbemehet a folyamat.

## A kén gyógyító hatása
A kén az élethez elengedhetetlenül szükséges és több aminosavban is megtalálható. A kénes vizek gyógyhatását leginkább kopásos ízületi betegségek estén használják, de vérkeringést élénkítő hatásuk miatt bőrgyógyászati betegségek (pl. pikkelysömör, ekcéma) kezelésére is alkalmasak. Továbbá javul tőle a szív vérellátottsága, ezért szív- és érrendszeri betegségek esetén is alkalmazzák, valamint gátolja a koleszterin érfalakba történő beépülését.